# Konstantinavos pelkė
Konstantinavos pelkė este o arie protejată (arie specială de conservare — SAC, sit de importanță comunitară — SCI) din Lituania întinsă pe o suprafață de 82 ha, integral pe uscat.

## Localizare
Centrul sitului Konstantinavos pelkė este situat la coordonatele 56°04′04″N 25°20′27″E / 56.0678°N 25.3408°E.

## Înființare
Situl Konstantinavos pelkė a fost declarat sit de importanță comunitară în mai 2005 pentru a proteja un număr necunoscut de specii din flora spontană și fauna sălbatică aflate în arealul zonei. Situl a fost protejat și ca arie specială de conservare în mai 2019.

## Biodiversitate
Situată în ecoregiunea boreală, aria protejată conține 1 habitat natural: Mlaștini oligotrofe degradate, capabile încă de regenerare naturală.
La baza desemnării sitului se află un număr nedeclarat de specii protejate.
Pe lângă speciile protejate, pe teritoriul sitului au mai fost identificate 1 specie de plante.